# Diego Klimowicz
Diego Fernando Klimowicz [klimɔviʧ] (* 6. Juli 1974 in Quilmes) ist ein ehemaliger argentinischer Fußballspieler. Er stand zuletzt bei Instituto Atlético Central Córdoba unter Vertrag. 

## Karriere

### Anfänge in Argentinien und erster Transfer nach Europa
Erster Fußballverein des Stürmers war Instituto Atlético Central Córdoba. Er trat dort mit zehn Jahren ein und spielte von 1984 bis 1993 in der Jugendmannschaft. Über den spanischen Verein Rayo Vallecano kam er im Januar 1998 zu Real Valladolid. 1999 folgte mit dem Wechsel zu Club Atlético Lanús die Rückkehr nach Argentinien.

### Bundesliga
Im Dezember 2001 wechselte er für 6 Millionen Deutsche Mark in die Fußball-Bundesliga zum VfL Wolfsburg. Bei den Niedersachsen wurde er nicht nur auf Anhieb Publikumsliebling, sondern mit 57 Treffern in 149 Bundesligaspielen auch Rekordtorschütze des Vereins. Diese Marke wurde erst am 2. Spieltag der Saison 2010/11 von Edin Džeko mit seinem Treffer zum 1:0 gegen den 1. FSV Mainz 05 übertroffen. Zur Saison 2007/08 wechselte er zu Borussia Dortmund, wo er einen Zwei-Jahres-Vertrag unterschrieb. Mit Borussia Dortmund stand Klimowicz am 19. April 2008 im DFB-Pokal-Finale in Berlin, in dem die Mannschaft mit 1:2 gegen den FC Bayern München verlor. In der Saison 2007/2008 war Klimowicz der beste Joker der Bundesliga mit fünf „Joker-Toren“. Am 4. Januar 2009 wechselte Klimowicz zum VfL Bochum, bei dem er einen Vertrag bis zum 30. Juni 2010 unterschrieb. Sein letztes Spiel absolvierte er am 16. April 2010 gegen den 1. FC Köln, bevor er aufgrund von Hüftproblemen seine Karriere zum Ende der Saison 2009/10 beendete. Nach seinem Karriere-Aus kehrte er nach Argentinien zurück. Ein Comeback bei den Boca Juniors schloss er trotz mittlerweile geheilter Hüfte aus.
Am 24. Dezember 2010 erklärte er seinen Rücktritt vom Rücktritt und unterschrieb für ein Jahr bei seinem Jugendverein Instituto Atlético Central Córdoba, bei dem er ab Februar 2011 spielte. Fünf Monate später beendete Klimowicz seine aktive Karriere endgültig.

## Sonstiges
Klimowicz’ Vater stammt aus Italien, weitere Vorfahren sind polnischer Abstammung. Er hält auch die spanische Staatsbürgerschaft.
Er studierte in Argentinien zunächst Betriebswirtschaftslehre, entschied sich dann aber gegen den Abschluss und somit für den Fußball. 
Klimowicz ist verheiratet und hat drei Kinder. Sein Sohn Mateo Klimowicz ist ebenfalls Fußballprofi. Javier Klimowicz ist Diego Klimowicz’ drei Jahre älterer Bruder, der ebenfalls Profifußballer war und unter anderem als Torhüter bei CS Emelec in Ecuador spielte.
Klimowicz erhielt in seiner Bundesligakarriere viermal die rote Karte, jedes Mal vom Schiedsrichter Lutz Wagner.